# Here in After
Here in After — второй студийный альбом американской дэт-метал группы Immolation, был выпущен 13 февраля 1996 года на лейбле Metal Blade Records.

## Об альбоме
Here in After  записан на студии Water Music Studios Hoboken Нью-Йорк США, продюсером стал Уйэн Дорелл микширование также проводил Уйэн Дорелл, мастеринг провёл Эдди Шрэер на студии Future Disc Systems Hollywood CA USA, альбом стал первым альбомом записанным на лейбле Metal Blade Records после разрыва контракта с Roadrunner Records. Этот альбом также стал последним альбомом в записи которого принимал участие барабанщик Крэйг Смиловский, на смену ему пришёл Алекс Эрнандес с которым группа записала свой следующий альбом Failures for Gods.
Через три года, после выпуска альбома Dawn of Possession, лейбл Roadrunner Records, отчаявшись дождаться от группы каких-либо результатов, разорвал контракт с группой. После потери контракта с лейблом Roadrunner Records группа записала демонстрационную демозапись под названием 1994 Promotional Demo, в это демо вошли три песни «Away From God» «Towards Earth» «Christ’s Cage», которые вошли во второй альбом группы, данная запись была выпущена в количестве 75 копий. После этой демозаписи группа заключила контракт с лейблом, Repulse Records, но вместо полноценной студийной работы, группа записала сборник ранних записей и нескольких концертных песен под названием Stepping on Angels... Before Dawn, После выпуска сборника Stepping on Angels… Before Dawn история с разрывом контракта повторилась, но Immolation сумели выбраться из положения, в 1995 году они заключают контракт с Metal Blade Records и группа приступает к работе над альбомом Here in After, который выходит 13 февраля 1996 года.

## Список композиций
| №                   | Название            | Длительность |
| ------------------- | ------------------- | ------------ |
| 1.                  | «Nailed to Gold»    | 3:54         |
| 2.                  | «Burn with Jesus»   | 4:01         |
| 3.                  | «Here in After»     | 4:54         |
| 4.                  | «I Feel Nothing»    | 4:42         |
| 5.                  | «Away from God»     | 4:45         |
| 6.                  | «Towards Earth»     | 4:48         |
| 7.                  | «Under the Supreme» | 4:23         |
| 8.                  | «Christ’s Cage»     | 5:51         |
| Общая длительность: | Общая длительность: | 37:22        |

## В записи участвовали

### Участники
- Росс Долан — вокал, бас-гитара
- Роберт Вигна — соло-гитара
- Томас Уилкинсон — ритм-гитара
- Крэйг Смиловский  — ударные

### Персонал
- Харрис Джонс — продюсер, микширование
- Эдди Шрэер — мастеринг